# Santuari de la Mare de Déu de Borgonyà
El Santuari de la Mare de Déu de Borgonyà és una obra de Sant Vicenç de Torelló (Osona) inclosa a l'Inventari del Patrimoni Arquitectònic de Catalunya.

## Descripció
És una capella de planta de creu llatina, marcada també a l'alçat. L'interior és dividit en quatre trams marcats per arcs diafragmàtics i coberta amb enteixinat de fusta policromada. Els braços se separen de la nau mitjançant arcs d'ogiva. El presbiteri presenta tres finestres ogivals amb vitralls. El transsepte i la nau tenen també les mateixes obertures. Als peus se situa el cor, des del qual s'accedeix al campanar. En aquesta zona hi ha una gran rosassa vitralls. A l'exterior, la façana, orientada a migdia, té el capcer triangular amb decoracions d'estuc, el portal és d'arc d'ogiva amb motllures i trencaaigües. A la part esquerra s'hi adossa un campanar de torre, damunt el qual hi ha una barana. A la part dreta s'hi adossa la rectoria. Està envoltada per jardins.

## Història
El santuari de la Mare de Déu de Borgonyà és avui església sufragània de la parroquial de Sant Vicenç de Torelló i en altre temps petita i humil ermita. El primer document relacionat fa referència a un testament atorgat pel torellorenc Pere de Pujol, datat el 29 de setembre de 1298, en el qual li deixa dues quarteres de vi. Aquest document és seguit de molts altres que fan referència a diverses deixes. Segons la documentació, el segle xvi degué ser un segle de prosperitat per al santuari. Per aquesta època s'hi degué instal·lar també un retaule que ja no es conserva. A l'any 1895, en adquirir les "Filatures Ter" tot el terreny comprès entre la capella i el riu per tal d'edificar-hi la fàbrica i la colònia, aquella va ser enderrocada i en el seu lloc es bastí el Santuari. La consagració la feu el bisbe de Vic, Dr. Morgades, el dilluns de Pasqua Florida de l'any 1989. entre els trams de l'escala que donen accés al temple es construí una petita cripta en record de l'origen tradicional de l'antiga imatge.
La propietària actual de la colònia és la Companyia anònima de Fabra i Coats.